# ヨーロッパ作戦戦域

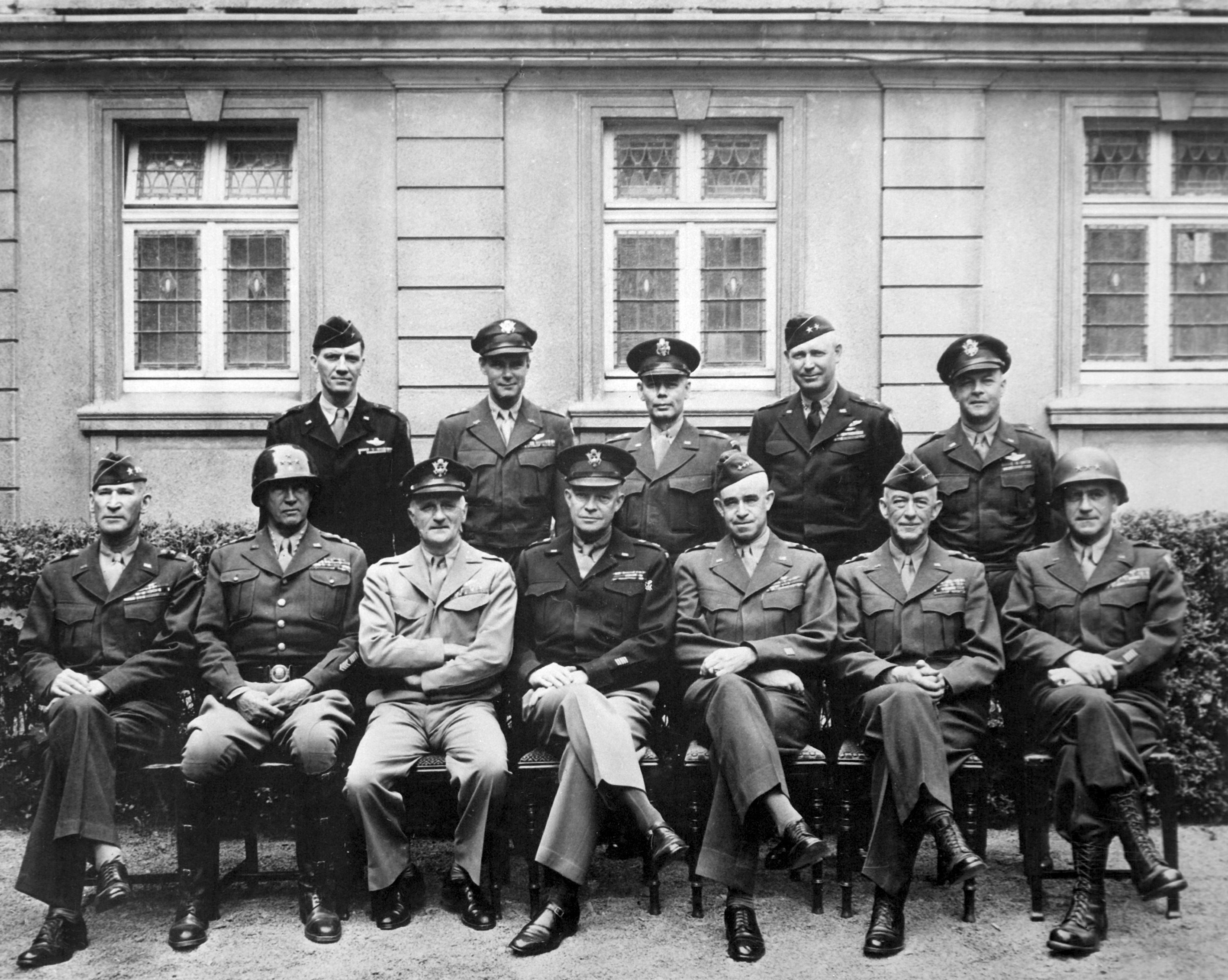
1945年ヨーロッパにおける主要なアメリカ軍の高官

ヨーロッパ作戦戦域（ヨーロッパさくせんせんいき、英：European Theater of Operations、ETO）とは、アメリカ合衆国が第二次世界大戦のヨーロッパ戦線における北イタリアと地中海沿岸での米軍の作戦を示している。日本語ではヨーロッパ戦域と記載されることもある。ヨーロッパ作戦戦域は、米軍による戦域の分類であるため、一般に使用されているヨーロッパ戦域(European Theatre)とは異なるものである。

## 定義
ヨーロッパ作戦戦域(ETO)は第二次世界大戦中のアメリカ合衆国により使用された用語で、ヨーロッパ作戦戦域・アメリカ合衆国陸軍(ETOUSA)の指揮下にあるヨーロッパでの全ての米軍の軍事活動を示す。1944年2月より、作戦指揮は連合国遠征軍最高司令部(SHAEF)に移管され、SHAEFはヨーロッパ戦線におけるイギリス陸軍と他の連合国軍の陸軍及び戦術空軍の連合軍司令部として作戦指揮を行なった。
ヨーロッパ作戦戦域の語は、アメリカ軍が関係しないヨーロッパ戦域(European Theatre)と混同してはいけない。一般に「ヨーロッパ戦域」の語は、アメリカ軍が戦争に突入する前の数年間を含む第二次世界大戦における戦いや、アメリカ軍が参加していないイタリア戦線、戦略爆撃、東部戦線、1944年及び1945年の西部戦線の他の作戦も含んだものとして使用される。
アイゼンハワーはETOと北アフリカ作戦戦域(NATO)における司令官の地位についたため、北アフリカがヨーロッパにおける主な舞台となった。北アフリカ上陸作戦であるトーチ作戦は最初、北アフリカ戦線地域の元で行なわれ、その後1944年12月10日に作戦戦域がイタリアも含め再編された際に、地中海作戦戦域(MTO)となった。その作戦戦域にいた米軍の舞台は最初NATOUSAの最高司令部の元に属していたが、MTOUSAの元に再編された。それらの部隊は連合国遠征部隊司令部(AFHQ)の作戦指揮の下にあった。

## 指揮系統
第34歩兵師団の第133歩兵連隊が第二次世界大戦でヨーロッパに送られた最初のアメリカ陸軍であった。最初の大隊は、ベルファストに1942年1月終わりに到着し、連隊の残りは2月に到着した。これらの部隊は、アメリカ陸軍北アイルランド部隊として編成され、後に、ヨーロッパ作戦戦域の一部となった。第133歩兵連隊と第168歩兵連隊は、泥炭地での訓練や、イギリスの北アイルランドと中立国のアイルランドの間の国境警備任務を行なった。
5ヵ月後の1942年6月8日、戦争省は公式にETOUSAを設立した。その任務はヨーロッパダッカにまでの計画の指揮と米軍全体の事務管理及び作戦の指揮を行なうことであった。ロンドンに司令部が置かれ、ETOUSAは最初、陸軍航空軍の司令官ジェームス・E・チャニー少将により指揮された。
アイゼンハワーは複数の指揮官就任の要請を受けていた。彼は1942年6月末にチャニーの後任となったが、11月になっても、彼はトーチ作戦における連合軍をAFHQを通して指揮していた。彼は1943年2月にNATOUSAを指揮するため、ETOUSAを指揮することをあきらめた。1943年12月にアイゼンハワーはヨーロッパ連合軍最高指令部を指揮することとなった。1944年1月に彼はETOUSAの指揮を再開し、次の月には、連合軍遠征部隊最高司令部(SHAEF)の最高司令官として任命された。彼は、ヨーロッパにおける戦闘が終了する1945年5月まで、2つの地位を兼任することになる。1944年2月より、SHAEFは作戦指揮を、ETOUSAは戦略指揮を行なった。
一部の部隊は作戦指揮下と戦略指揮下の間を何度か異動した。例えば、アメリカ第6軍は地中海作戦戦域の元に配属され、ドラグーン作戦に従事し、トゥーロンとカンヌの間の南フランスへの侵攻を行なった。しかし、1944年8月15日に行なわれた侵攻後1月たって、SHAEF（そしてETO）へ移管された。
1944年の終わりまで、アイゼンハワーはSHAEFを通し、3つの強力な連合国軍集団を指揮していた。北に陸軍元帥バーナード・ロ・モントゴメリーに指揮されたイギリス第21軍集団、オマー・ブラッドレー大将に指揮されたアメリカ第12軍集団、南にヤコブ・L・デバース中将に指揮されたアメリカ第6軍集団である。イギリス第21軍集団と第6軍集団に配属されたフランス軍は、ETOUSA の一部ではなかったが、戦争において、SHAEF の指揮下の作戦部隊のほとんどがアメリカ軍であった。

## 指揮官
- ジェームス・E・チャニー少将（1942年6月8日 - 1942年6月20日）
- ドワイト・D・アイゼンハワー少将（1942年6月24日[2]- 1943年2月3日）
- フランク・M・アンドリュース中将、(1943年2月4日 - 1943年5月3日）
- ヤコブ・L・デーヴァース中将（1944年5月10日 - 1944年1月8日）
- ドワイト・D・アイゼンハワー大将（1944年1月15日 - 1945年7月1日）

## 作戦と戦い
(第二次世界大戦のアメリカ軍の作戦戦域を参照)
アルバート・コーディ・ウェデメイヤーは、1941年アメリカが戦争に突入する3月前に出版された「勝利のプログラム」の著者である。この書はヨーロッパにおいてドイツ陸軍を打ち破ることを主張している。1941年12月7日に日本が真珠湾を攻撃し、アメリカが戦争に突入した時アメリカはドイツと日本両者に宣戦布告を行い、彼の計画の修正版がフランクリン・ルーズベルト大統領とウィンストン・チャーチル首相により採用された。ドイツを最初に打倒するとの考えでは、ノルマンディー上陸作戦の青写真も含まれていた。
SHAEF が作戦指揮を執るまで、ETOUSA はオーバーロード作戦の編成と計画において計画においてイギリス軍と密接に連絡を取った。
- ノルマンディの戦い（1944年6月6日 - 1944年7月24日）
- 北フランスの戦い（1944年7月25日 - 1944年9月14日)）
- 南フランスの戦い
- ラインラントでの戦い
  - ローレヌの戦い (非公式名称)（1944年9月1日 - 1944年12月18日）
- バルジの戦い（アルデンヌ・アルサスの戦い、1944年12月16日 - 1945年1月25日）
- 中部ヨーロッパでの戦い（1945年3月22日 - 1945年5月11日）

## 作戦戦域

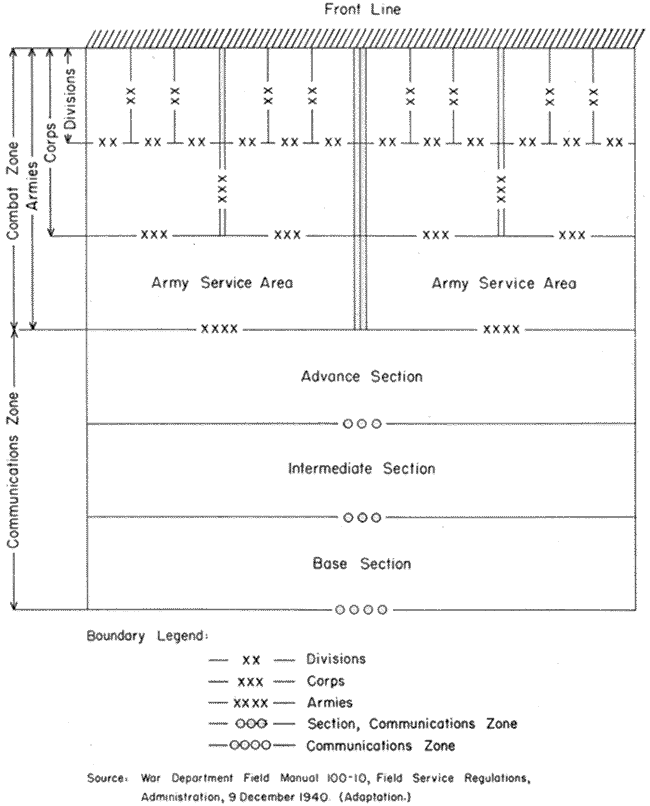
チャート12 - 1940年戦争省のドクトリンにより想定される作戦戦域における典型的な組織

作戦戦域(A theater of operations)と言う語は、アメリカ軍の軍事マニュアルでは、「侵攻を受けたもしくは、防御する陸及び海の地域、これは軍事作戦に付随する戦略的な活動を行なう地域も含む」と定義している（チャート12）。第一次世界大戦の経験から、それは大面積の陸地を扱い、連続的作戦が行われ、2つの主要な戦闘ゾーン(Combat zone)もしくは、戦闘が行われるエリアがあり、戦域の管理のために連絡ゾーン(Communications zone)が存在する。軍が前進すると、これら両方のゾーンとそれらを分けているエリアは前方の新しい支配エリアへ移動していく。